# Tienes talento
Tienes talento fue un programa de televisión producido por Grundy para el canal de televisión Cuatro. Presentado por Nuria Roca, el programa comenzó a emitirse el 25 de enero de 2008. El espacio fue la versión española del formato original Britain's Got Talent, creado por Simon Cowell y que vendió a varios países.

## Formato
Los concursantes debían mostrar sus habilidades de talento ante el jurado y un teatro lleno de público. Si la actuación no gustaba a algún jurado o querían que terminase, cada miembro del jurado tenía un pulsador que podía accionar. Si todos los jueces accionaban el pulsador, la actuación terminaba antes de lo previsto. Al final de cada actuación, el jurado opinaba y deliberaba su decisión. El concurso no ponía ninguna limitación de edad o estilo de actuación, pudiendo participar cualquier persona que crea tener un talento especial, sea el que sea.
Había 2 fases: la primera fue un casting de selección y la segunda fue el concurso en sí, distribuido en 5 semifinales y una final. El ganador del concurso se llevó como premio 150 000 €. Fueron 60 finalistas en total. A diferencia de los casting de selección, que fueron grabados, las semifinales y final fueron en directo.
Después de que el día 21 de abril de 2008 acabara la primera edición de este conocido talent show, el espacio se canceló durante años hasta el 2016, año en el que Mediaset España confirmó que se retomaba este proyecto en Telecinco bajo el nombre Got Talent España y presentado por Santi Millán, volviendo así a comprar los derechos del programa para la cadena más conocida de Mediaset.

## Equipo

### Presentadores
| Presentador               | Profesión                  | Duración | Ediciones |
| ------------------------- | -------------------------- | -------- | --------- |
| Núria Roca                | Presentadora de televisión | 2008     | 1         |
| Eduardo Aldán (BackStage) | Presentador de televisión  | 2008     | 1         |

### Jurado
Jurado fijo
     Jurado sustituto (en 1 o más galas)
| David Summers Rodríguez |
| Natalia Millán          |
| Josep Vicent            |
| Miqui Puig              |

- David Summers: Líder del grupo musical Hombres G. Apareció solamente en los primeros cástines, ya que tuvo que dejar el jurado posteriormente. Lo sustituyó Miqui Puig.

### Finalistas
|                      | Nombre                                         | Talento | Votos      | Información |
| -------------------- | ---------------------------------------------- | ------- | ---------- | ----------- |
| Salva Rodríguez      | Cantaor                                        | 23,0%   | Ganador    |             |
| Arancha Rodríguez    | Cantante de musical                            | 18,0%   | 2.º Lugar  |             |
| Guillermo Pastrana   | Violonchelista                                 | 16,0%   | 3.er Lugar |             |
| Tobarich             | Dúo acrobático                                 | 10,0%   | 4.º Lugar  |             |
| Salva                | Cantaor.                                       |         | Eliminado  |             |
| Philippe Periacardin | Bailarín especializado en popping.             |         | Eliminado  |             |
| Pedro Saxo           | Saxofonista.                                   |         | Eliminado  |             |
| Óscar Piñeiro        | Violinista, 10 años.                           |         | Eliminado  |             |
| Miguel López Molina  | Bailarín especializado en baile coreografiado. |         | Eliminado  |             |
| Josep y José Luis    | Dúo cómico.                                    |         | Eliminado  |             |
| Carlos Rodríguez     | Cantante lírico.                               |         | Eliminado  |             |
| Aday Velasco         | Acróbata especializado en acrobacia con telas. |         | Eliminado  |             |

Por lo tanto el vencedor de la primera edición fue Salva, un cantaor de 16 años de Albacete.

### Audiencias
| Fecha      | Características del programa                                                 | Audiencia         |
| ---------- | ---------------------------------------------------------------------------- | ----------------- |
| 10/03/2008 | Gala 1 / Primera semifinal                                                   | 1 018 000 (8,0%)  |
| 17/03/2008 | Gala 2 / Segunda semifinal                                                   | 1 106 000 (8,7%)  |
| 24/03/2008 | Gala 3 / Tercera semifinal                                                   | 1 199 000 (8,8%)  |
| 31/03/2008 | Gala 4 / Cuarta semifinal                                                    | 1 373 000 (9,9%)  |
| 07/04/2008 | Gala 5 / Quinta semifinal                                                    | 1 381 000 (10,2%) |
| 14/04/2008 | Gala 6 / Semifinal de repesca                                                | 1 218 000 (9,2%)  |
| 21/04/2008 | Gala 7 / Final / Ganador Salva / 2.ª Arancha / 3.º Guillermo / 4.os Tobarich | 1 876 000 (12,3%) |
| 21/04/2008 | Especial El ganador                                                          | 1 307 000 (22,1%) |

## PalmarésTienes talento
| Edición          | Fecha | Ganador         | Segundo | Tercero   | Cuarto   |
| ---------------- | ----- | --------------- | ------- | --------- | -------- |
| Tienes talento 1 | 2008  | Salva Rodríguez | Arancha | Guillermo | Tobarich |

## Audiencias

### Tienes talento: Ediciones
| Edición                         | Fecha | Cadena | Espectadores | Cuota de pantalla | Gran final        |
| ------------------------------- | ----- | ------ | ------------ | ----------------- | ----------------- |
| Tienes talento: Primera edición | 2008  | Cuatro | 1 310 000    | 9,5%              | 1 876 000 (12,3%) |

## Controversia
Poco después del anuncio de la adquisición del formato de Simon Cowell por parte de Cuatro, la productora Gestmusic realizó un programa similar para la cadena Telecinco llamado "Tú sí que vales", cuyos cástines fueron emitidos en Telecinco Estrellas y se estrenó el 1 de enero de 2008 en la cadena matriz. El formato de Telecinco era similar, con el uso de 3 jurados, un presentador detrás del escenario que animaba a los concursantes o familiares, y actuaciones en el escenario. El programa logró un 26'7% de share en la final.
Cuatro acusó a Telecinco de haber hecho el programa para paliar el efecto de novedad ante la audiencia e incluso empleó la ironía en sus promociones y cortinillas para criticar a Tú sí que vales, y la productora Grundy amenazó con demandar a Gestmusic por copiar su programa. Por su parte, Gestmusic se defendió argumentando que el uso de varios elementos de su programa no eran exclusivos de Tienes Talento, sino que su productora ya los había usado en otros programas de creación propia.
La cadena de Sogecable adelantó finalmente el programa al 28 de enero para evitar que coincidiera con el estreno de una segunda temporada de "Tú sí que vales", pero Telecinco contraprogramó la segunda temporada de su espacio el 25 de enero, por lo que Cuatro contraatacó adelantando el estreno de los cástines al mismo día, una hora antes. El resultado de esa noche fue una pérdida de más de 12 puntos del programa de Telecinco con respecto a la final de la primera edición, logrando un share de 13,6%, mientras que el primer casting de Cuatro logró el 9,9%.